# Židovský hřbitov v Trhovém Štěpánově
Židovský hřbitov se nachází jižně od města Trhový Štěpánov v okrese Benešov ve Středočeském kraji od roku 1434. Od 3. května 1958 je chráněnou kulturní památkou České republiky.

## Historie a popis
Areál hřbitova je podélného tvaru se vstupem ze západní a východní strany. U hlavního vstupu je umístěna pamětní deska s informacemi o hřbitově v letech 1989–1992 a rodině Dubových, jež byla umučena během 2. světové války. Ačkoli je hřbitov doložen od 17. století, pochází zřejmě z doby dřívější, snad už z roku 1434. Dochovalo se přibližně 300 stél včetně několika cenných z doby baroka. Nejstarší náhrobní kameny (mazevot) pocházejí z roku 1711. V roce 1915 zde byla pohřbena dvojice uprchlíků z Haliče a v roce 1916 Alois Kraus, pradědeček spisovatele Františka R. Krause. Poslední pohřeb zde proběhl před rokem 1943. Další cenné náhrobky byly do areálu přemístěny ze zrušeného hřbitova v Dolních Kralovicích, nejcennější datované rokem 1644.
Už v 80. letech 20. století proběhla za finanční pomoci z Rakouska rekonstrukce, od devadesátých let 20. století je hřbitov udržován pravidelně. V roce 2005 byly vztyčeny povalené náhrobky.

## Přístup
Hřbitov je přístupný po cestě odbočující na západ ze silnice vedoucí od Trhového Štěpánova na jih ke vsi Chlum.

## Fotogalerie

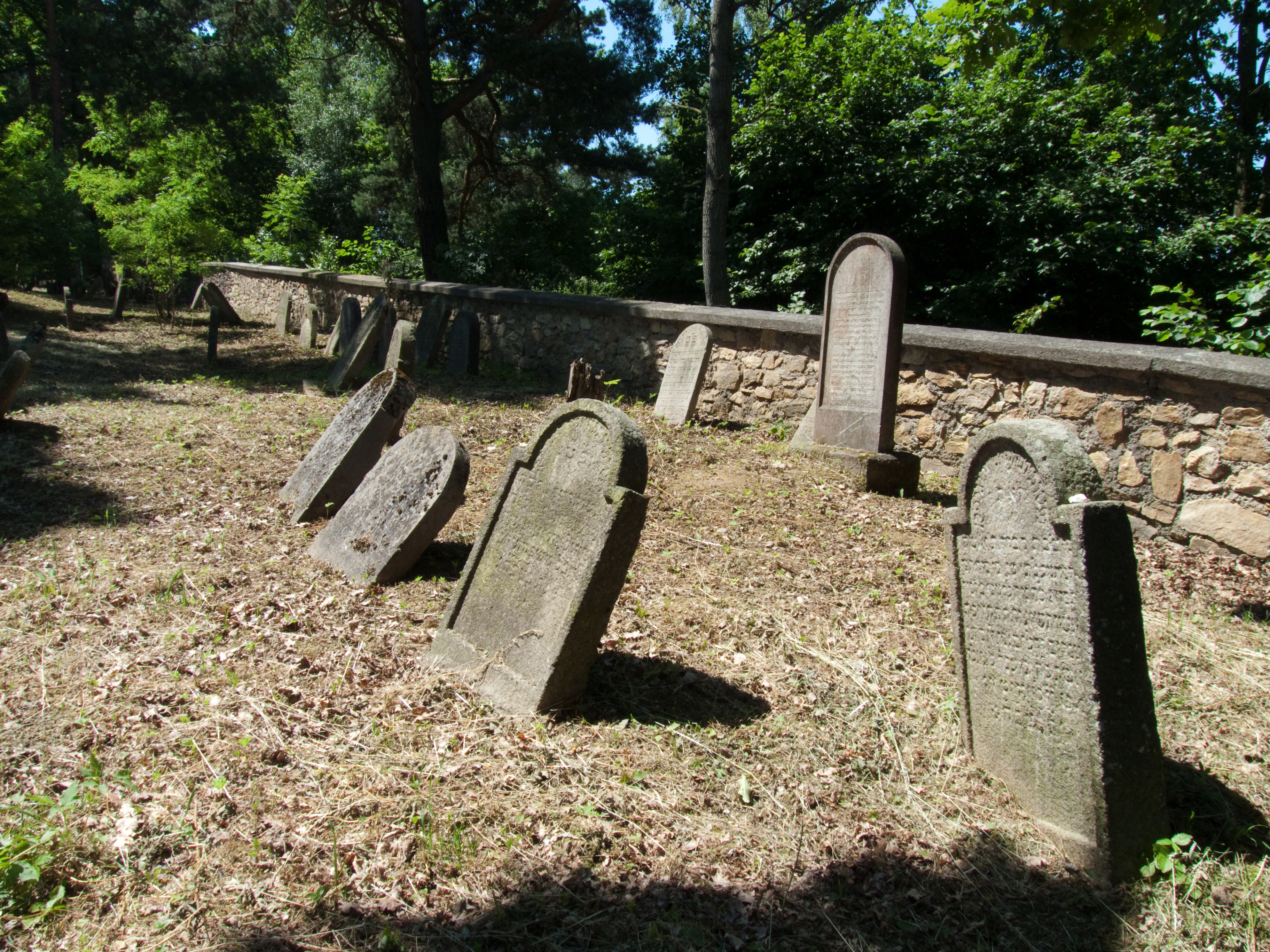
Starší náhrobky
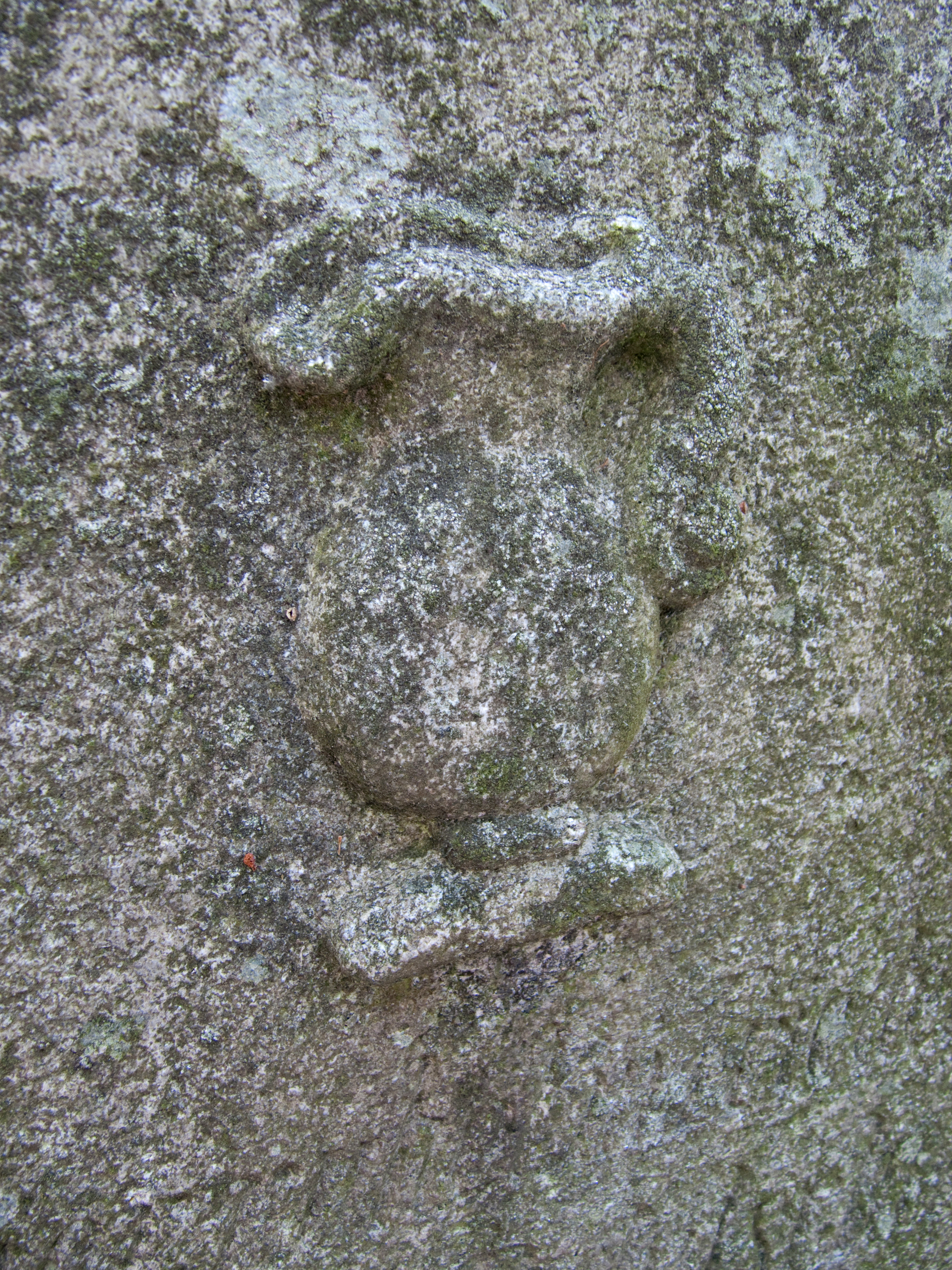
Detail konvice na jednom z náhrobků
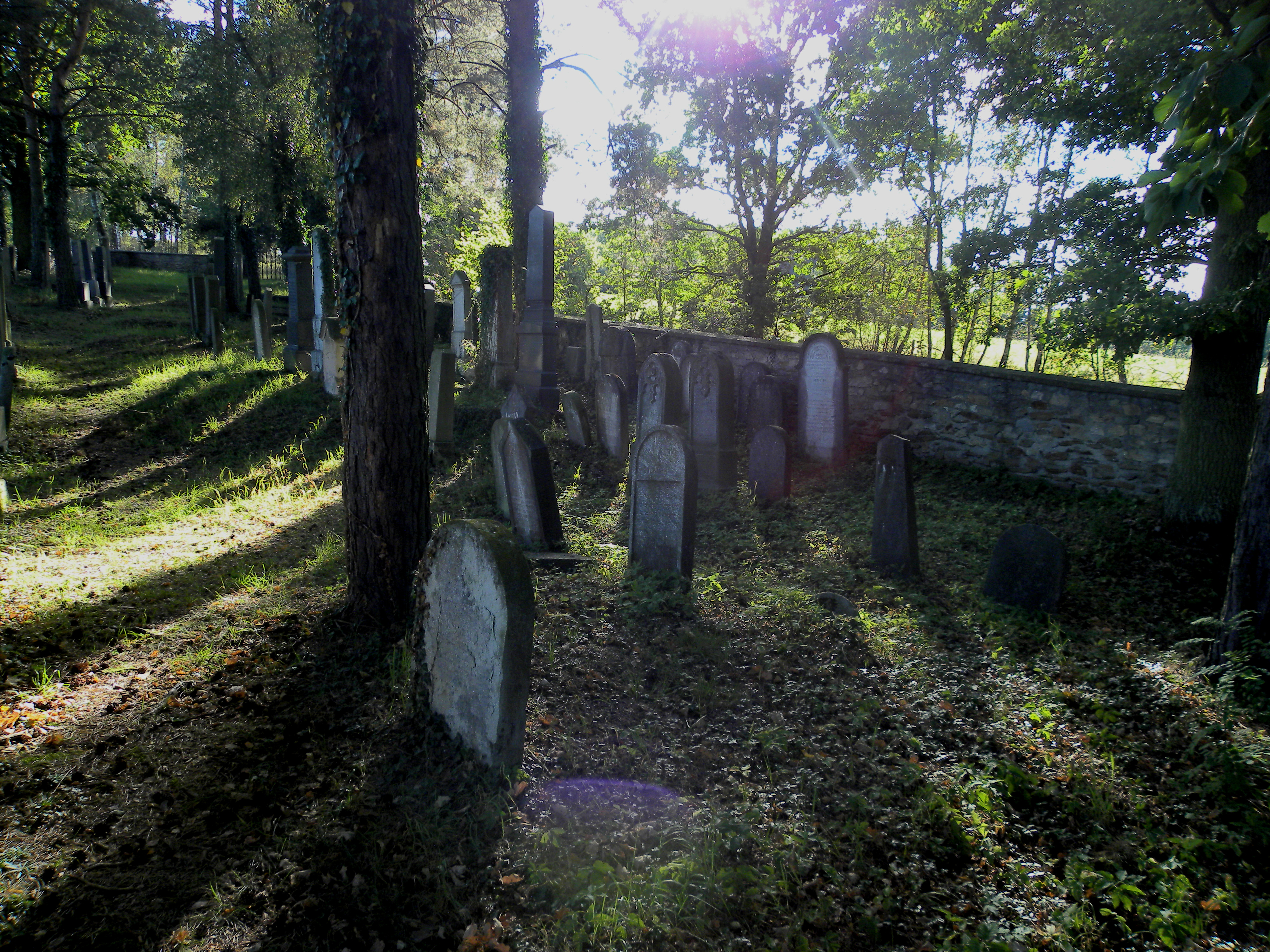
Náhrobky u ohradní zdi